# تويوتا AE86
تويوتا AE86 (كورولا ليفين، سبرنتر تورينو) سيارة رياضية خفيفة الوزن تتوفر على شكل كوبيه وهاتشباك عرضتها تويوتا عام 1983 كجزء من الجيل الخامسة من السيارة الشعبية كورولا، تعرف بمسمى AE86 هو رمز الهيكل الداخلي الذي يمثل فيها حرف A سلسلة المحركات المستخدمة (4A) وحرف E يمثل كورولا ورقم 8 يمثل الجيل الخامس منها (E80) ورقم 6 يمثل رقم الطراز ضمن الجيل.
كانت هذه السيارة تتوفر بطرازين وهما كورولا ليفين مع مصابيح أمامية ثابتة وسبرنتر تورينو مع مصابيح أمامية منبثقة، وكل من الطرازين يتوفران على شكل كوبيه أو هاتشباك، كما تعرف بمسمى 'هاتشي-روكو' (ハチロク) في اليابان وهي نطق ثمانية-ستة باليابانية.
في عام 2012 كشفت تويوتا عن 86 خليقة AE86 الروحية بتعاون مع سوبارو والتي تعرف بعدة مسميات، حيث تسمى تويوتا 86 أو GT86 أو FT86 في آسيا وأوروبا وأفريقيا وتباع تحت علامة تويوتا الفرعية سايون تحت مسمى FR-S في الولايات المتحدة وسوبارو تقدم نسختها تحت مسمى BRZ بشكل عالمي.

## المحرك/التقنية
تم تزويد AE86 بمحرك 4A-GE بسعة 1587 سنتيمتر مكعب مع حقن الوقود وعمود مرافق مزدوج وهو يولد قوة قصوى 128 حصان مع عزم 96 كيلوواط، هذا المحركة يأتي برفقة ناقل حركة يدوي من 5 سرعات أو ناقل حركة آلي من 4 سرعات في بعض الطرازات.
أيضا كانت هي تأتي مزودة بأقراص فرامل رباعية مهواة وLSD كخيار.

## في سباق الشوارع

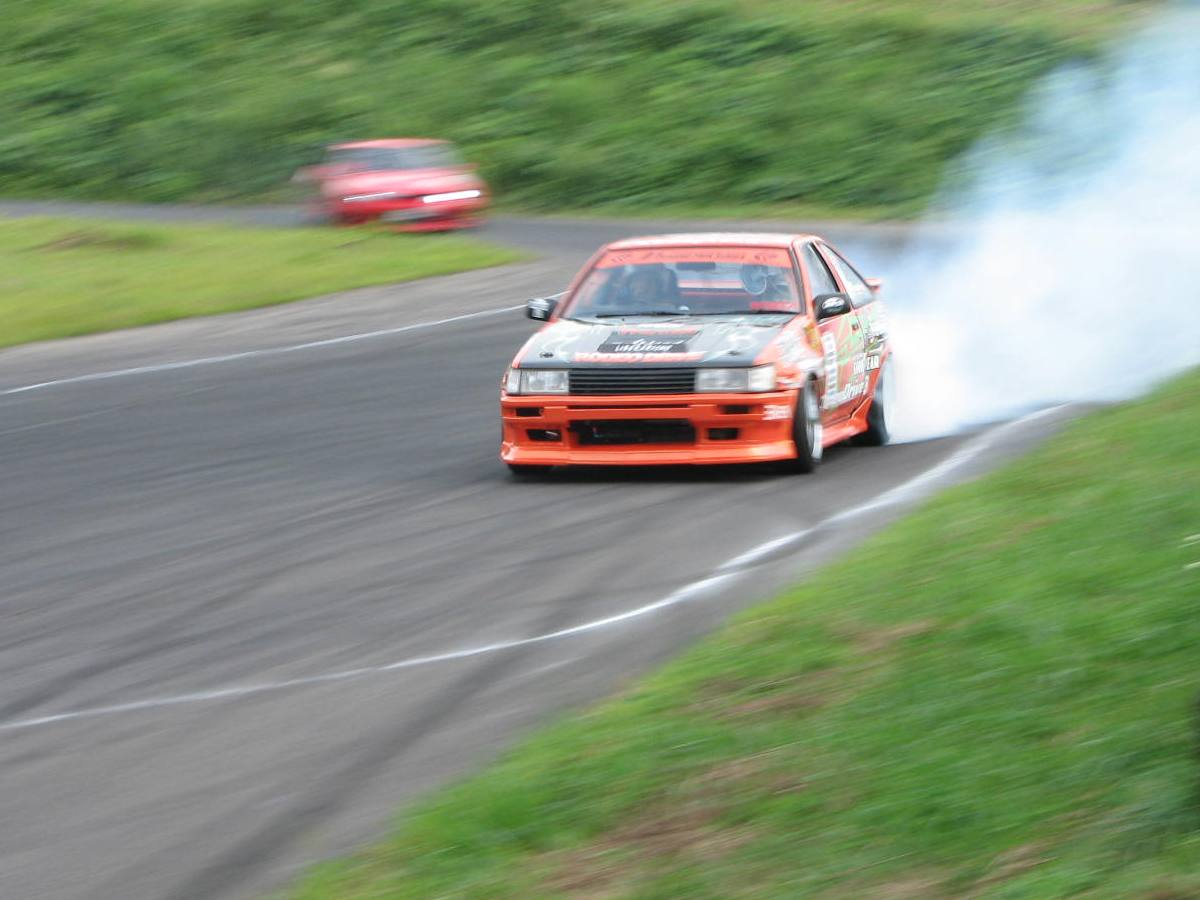

كونها سيارة ذات دفع خلفي إلى جانب وزنها الخفيف ومحركها القوي سهل التعديل جعل منها سيارة شعبية بين متسابقين الشارع في اليابان، كما لعبت دور في ترويج إلى ما يعرف بمسمى الانجراف 'درفت' مع الأسطورة الياباني كيتشي توشيا المعروف بملك الانجراف الذي مازال لليوم يمتلك واحدة.

## في الثقافة الشعبية
ظهرت AE86 في الأنمي والمانجا إينيشيال دي كسيارة الشخصية الرئيسية Takumi Fujiwara، كما ظهرت في جزئين من الفيلم الشهير السرعة والغضب في 2006 مع السرعة والغضب: انجراف طوكيو وفي 2009 مع السرعة والغضب 4، كذلك ظهرت في ألعاب الفيديو الشهيرة مثل سلسلة جران توريزمو وسلسلة فورزا وسلسلة نيد فور سبيد وغيرها.